# Dionísio Evangelista de Castro Cerqueira
Dionísio Evangelista de Castro Cerqueira (Curralinho, 2 de abril  de 1847 - París  15 de febrero de 1910) fue un héroe de la Guerra del Paraguay, general de brigada, diputado federal, ministro de Estado e ingeniero militar brasileño.

## Biografía
De familia acomodada bahiana, su padre fue un profesor de la Facultad de Medicina de la ciudad de Salvador. De joven ingresó al ejército como voluntario, con el grado de soldado, el 2 de febrero de 1865 con motivo de la guerra del Paraguay, de donde regresó, el 5 de febrero de 1870, como teniente. Sirvió inicialmente en artillería y luego en infantería, en un batallón bahiano. En el ejército se retiró como general de brigada.
Escribió el libro "Reminiscências da Guerra do Paraguay" (en portugués: Reminiscências da Guerra do Paraguai). El libro se publicó en Francia a mediados de 1910, con una reedición en 1929, una tercera presentación en 1948 y una cuarta en 1980 por la Biblioteca del Ejército.
Fue diputado en la Asamblea Nacional Constituyente, en 1891, por Bahía, habiendo sido reelegido en dos ocasiones más.
Durante el gobierno de Prudente de Morais fue Ministro de Asuntos Exteriores (del 1 de septiembre de 1896 al 15 de noviembre de 1898), de Guerra (del 23 de noviembre de 1896 al 4 de enero de 1897) y de Industria, Transportes y Obras Públicas (1 de octubre al 13 de noviembre de 1897).
También tuvo una importante actuación en los trabajos que delimitaron las fronteras brasileñas con Guyana, Venezuela, Bolivia y Argentina.

## Vida personal
Se casó con Antonietta Braga Torres, nacida en Sobral, hija del brigadier Francisco Xavier Torres Junior con quien tuvo una hija Dionísia y una nieta María Antonietta. Cuñado del senador Joaquim Antônio da Cruz y del escritor Domingos Olímpio, quien lo asesoró en la mencionada misión y con quien colaboró en el periódico Os Annaes, que se publicó hasta principios del siglo XX en Río de Janeiro. Tío de Eurico Cruz y, por afinidad, del senador Benjamim Liberato Barroso. Tío abuelo de Benjamín Eurico Cruz.

## Honores
El municipio catarinense de Dionísio Cerqueira lleva su nombre en su honor, ya que pacificó los límites geográficos de las fronteras entre Brasil y Argentina, y celebró el tratado arbitrado por Grover Cleveland, que pasó a ser conocido como la Cuestión de Palmas.